# 宮内鎮雄
宮内 鎮雄（みやうち しずお、1945年〈昭和20年〉1月24日 - 2022年〈令和4年〉1月14日）は、日本のアナウンサー、ナレーター。
東京都出身。武蔵中学校・高等学校卒業、国際基督教大学人文科学科卒業。血液型O型。重厚感のある独特の語り口が特徴。若手時代から晩年に至るまで長髪・髭とアナウンサーとしては型破りのスタイルを貫き、社内でもTシャツ姿など、奇抜な格好でも知られる。趣味は映画鑑賞。コアなMacユーザーである。

## 略歴
1967年4月、TBSへアナウンサー12期生として入社（同期には青木靖雄、石森勝之、小口勝彦、河野通太郎、久米宏、林美雄、米沢光規）。川戸恵子はアナウンサーの1年先輩にあたる。11月15日、アナウンサー研修室設置にともないアナウンサー研修室付兼ラジオ局第一制作部勤務に。
1969年秋、『パックインミュージック』（TBSラジオ）第2部を担当する。
1973年、当時のTBSと提携していたイギリスのBBCに派遣されて3年間日本語放送のアナウンスを担当。
2001年、TBS分社後のTBSラジオの第一声を担当。
2005年1月、TBSを定年退職。TBSアナウンサーとして最後の仕事は、TBSラジオの『月曜JUNK 伊集院光 深夜の馬鹿力』での面白ナレーションだった。2月よりフリーアナウンサーとして活動、TBS『ダイヤモンドシアター』の冒頭新作映画紹介コーナーのナレーションを担当。一部ラジオ番組では社員当時のタイトルコールが引き続き使用されていた。また、TBSアナウンススクールで後進の指導に当っていた。
2022年1月14日14時40分、膵臓がんのため、東京都内で死去。76歳没。

## 人物
中学・高校とポップスが好きで、FENや糸居五郎といったDJに憧れていたが、DJの採用がなくディレクター志望だった。TBS入社時から一貫して音楽番組を担当したが、演歌が大嫌いで、歌謡曲番組を担当させられたのが一番嫌だったというほど。「会社員になるというのは、自分の時間を売ることですが、好き嫌いの立場ははっきりさせたい、と思ってきました。僕のスタイルを会社が認めてくれたのは、ありがたかった」と、特に洋楽にこだわり、さらに洋楽でも「みんながやる。どの番組でもやりたがる」という理由でビートルズとサイモン&ガーファンクルを大々的に扱うことはなかった。
TBS在籍時は外信部に足しげく通い、欧米の通信社が配信する音楽・映画などのエンターテイメント情報を独自に収集し、番組作りに役立てていた。『パック・イン・ミュージック』担当時にはAP通信が配信したビルボードのチャート情報をいち早く紹介した。また欧米のミュージシャンや俳優が来日した際は記者会見に必ず出席し、時にはその模様を録音して番組で紹介していた。
『痛快なりゆき番組 風雲!たけし城』などのナレーションが中心だったため、顔出しのテレビ出演は少なかったが（在局末期に放送された系列局アナウンサー出演特番に登場した程度）、TBSアナウンサーの長老格として一目置かれている存在だった。皆がスーツ姿の中ただ一人Tシャツとショートパンツにサンダル履きな上、頭頂部の薄い長髪と無精髭姿で局内を闊歩する様から、口の悪い人が「赤坂原人」と名付けたほどで、『TBSアナウンサー名鑑』には「万年ヒッピー」と記す等、存在感があった。
ラジオでは月曜JUNK以前のUP'S時代から『伊集院光 深夜の馬鹿力』で、宇野淑子（2002年定年退職）や鈴木順（2013年定年退職）と共に面白ナレーションを務めた。伊集院光は宮内を説明する際に、前述の容姿から「落武者」「時代劇で『私が死んだら影武者を立てろ』と言うタイプ」と称したが、宮内の持つ重量感ある安定した読み方と完璧な英語を大変気に入っていた。番組内で放送されたTBSアナウンサーとして最後の言葉はラジオネーム、「おばあちゃんの本名OK海老沢ミツ」の投稿「デブは喪服もサスペンダー。」であった。
2010年7月9日、枡田絵理奈の公式ブログで食事会に集まったメンバーとして元アナウンス部デスク桜井、加藤シルビアと共に文章で紹介されている。

## 出演番組

### テレビ
- チャーミングおくさま（1977年、TBS）[11]
- ナイト・スクエア（1983年、TBS）[11]
- こおろぎ橋（1978年10月 - 1979年3月、TBS）[11]
- 痛快なりゆき番組 風雲!たけし城（1986年5月 - 1989年4月、TBS）ナレーション[12][11]
- 世界めぐり愛（1986年、TBS）[11]
- 海外トピックス（TBS）[11]
- CBSイブニングニュース（1988年、TBS）[11]
- 映画に乾杯（1989年、TBS）[12][11]
- 世界の家（1993年、TBS）[11]
- ビッグモーニング「噂のなんじゃもんじゃ」（TBS）ナレーション[12][11]
- ニュースの森「新・噂のなんじゃもんじゃ」（TBS）ナレーション
- 日本が知りたい（TBS）[11]
- ウンナンの桜吹雪は知っている（TBS）ナレーション
- CBSドキュメント（TBS）ナレーション[11]
- ダイヤモンドシアター・セレクション（TBS）ナレーション
- ドキュメント・ナウ（TBS）ナレーション
- 月曜ロードショーなど、数多くの番組の提供アナウンス
- サラリーマンNEO NEOドキュメント（NHK総合）ナレーション：『CBSドキュメント』のパロディ。
- サラリーマンNEOウィンタースペシャル2009「NEOドキュメント」（NHK総合）ナレーション

### ラジオ
- パックインミュージック（1969年5月 - 1979年9月、TBSラジオ）火曜パーソナリティ→日曜パーソナリティ→火曜パーソナリティ→水曜パーソナリティ→土曜パーソナリティ[11]
- ジャストヒッツ・イン東芝（1969年、TBSラジオ）[11]
- 起きぬけ歌謡曲（1970年、TBSラジオ）[11]
- 全国ポップスホット（1971年、TBSラジオ）[11]
- TBS今週のベストテン（1972年、TBSラジオ）ポップス担当。歌謡曲担当は久米宏。[11]
- ホッピンポップ（1972年、TBSラジオ）[11]
- ワン・オクロック・ジャズ（1977年、TBSラジオ）[11]
- ジャズタイム（1979年、TBSラジオ）[12][11]
- 映画PAL（1980年、TBSラジオ）[11]
- マンスリー・ジャズ・ワイド（1984年、TBSラジオ）[11]
- サンデー・オレンジハイウェイ（1984年、TBSラジオ）[11]
- 今週のポップスベストテン（TBSラジオ）[11]
- ナイターミュージックランド（TBSラジオ）[11]
- クローズアップにっぽん（TBSラジオ）[12][11]
- ザ・ヒットパレード (ラジオ番組)歌謡エバーグリーン（1987年、TBSラジオ）[11]
- ポップ・トラフィック（1989年、TBSラジオ）[11]
- いすゞ歌うヘッドライト〜コックピットのあなたへ〜（TBSラジオ）オープニング及びフィナーレナレーション
- グッドモーニングジャパン （2001年、TBSラジオ）
- 荒川強啓 デイ・キャッチ!（番組期間23年中、前期の2001年4月 - 2009年4月まで、TBSラジオ）月曜日 - 金曜日、タイトルコール
- BATTLE TALK RADIO アクセス（TBSラジオ）月曜日 - 金曜日、タイトルコール
- 中村尚登 ニュースプラザ（TBSラジオ）土曜日、タイトルコール
- あのグラスーパーナイト・ラジオ冒険王（エフエム世田谷）月1回
- あなたへモーニングコール（TBSラジオ）月曜日 - 日曜日、ナレーション
- 森本毅郎・スタンバイ!（TBSラジオ）月曜日 - 金曜日、タイトルコール
- 久米宏 ラジオなんですけど（TBSラジオ）土曜日、タイトルコール
- 菊地成孔の粋な夜電波（TBSラジオ）日曜日、タイトルコール